# Бланкенбург (район Берлина)
Бла́нкенбург (нем. Blankenburg) — район Берлина, бывший до образования Большого Берлина самостоятельной сельской общиной. В 1920 году Бланкенбург был включён в состав округа Панков, в 1986 году присоединён к округу Вайсензее, а в результате административной реформы 2001 года в статусе района Бланкенбург вновь вошел в состав ныне укрупнённого северо-восточного административного округа Берлина — Панков. Внутри своего округа Бланкенбург граничит с соседними районами: Каров, пригородный посёлок Мальхов, Хайнерсдорф, Панков (район Берлина) и Францёзиш-Буххольц.

## Достопримечательности

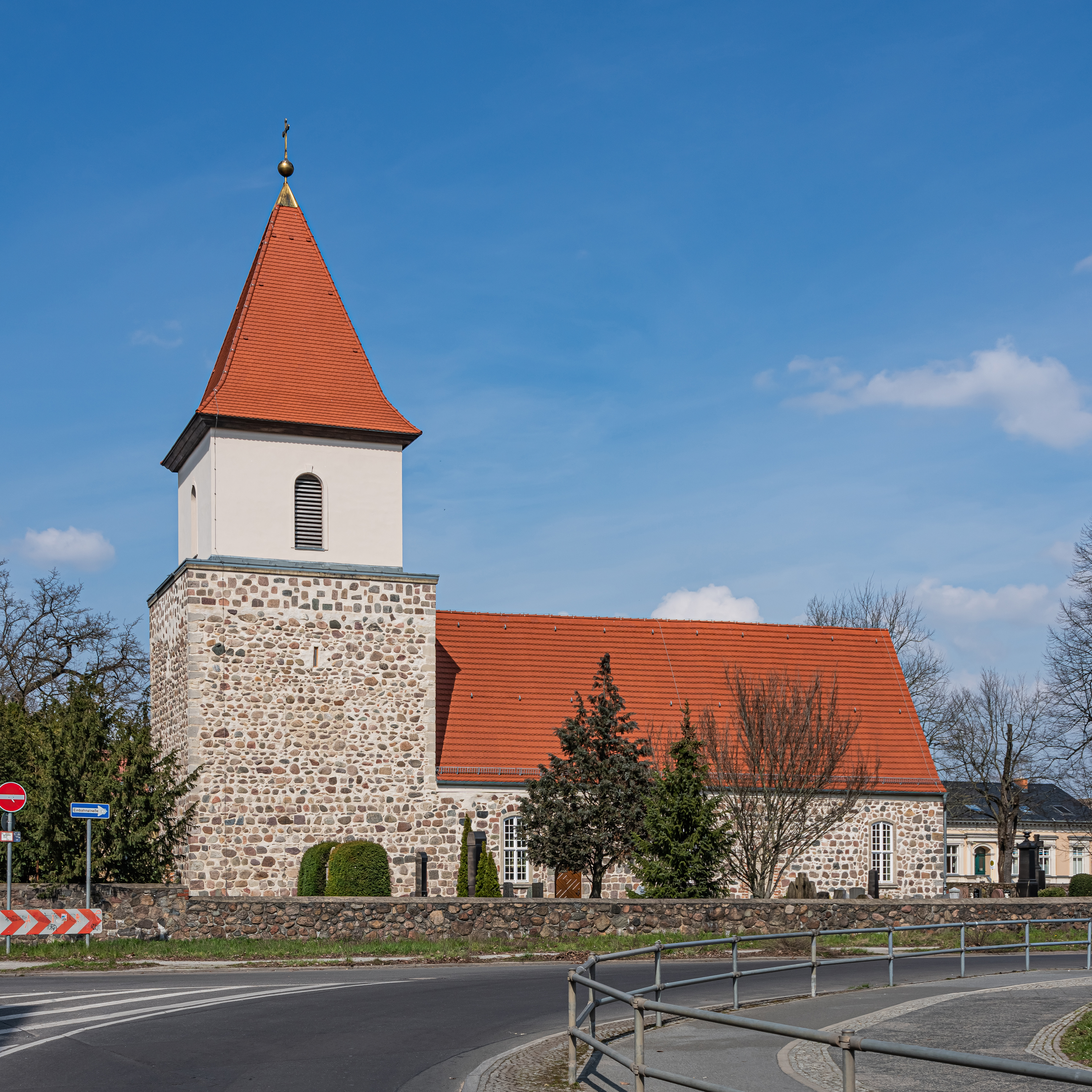
Сельская церковь на улице Альт-Бланкенбург. Фото 2023 г.

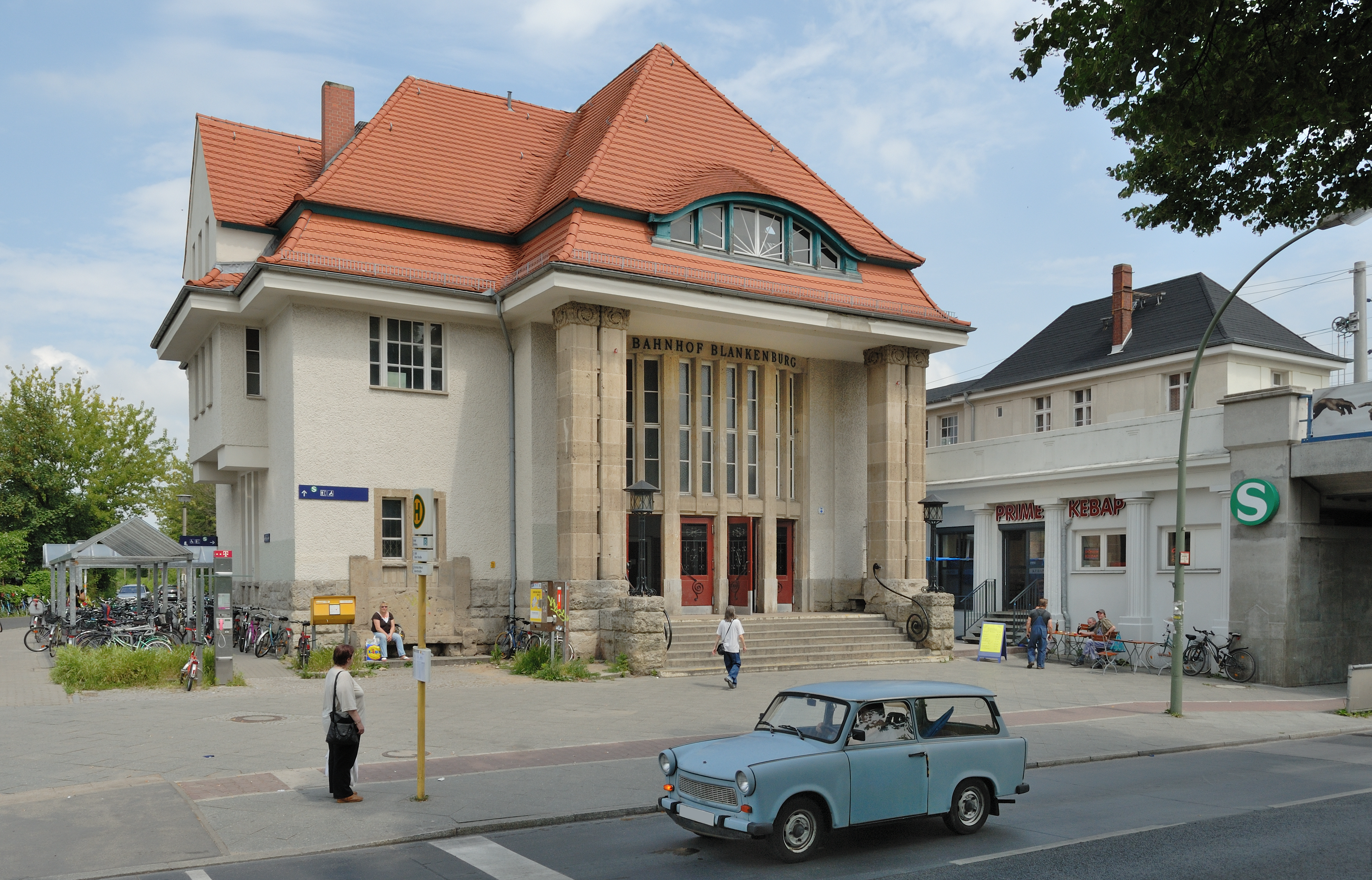
Вход на станцию Берлин-Бланкенбург берлинской городской электрички. Фото 2009 г.

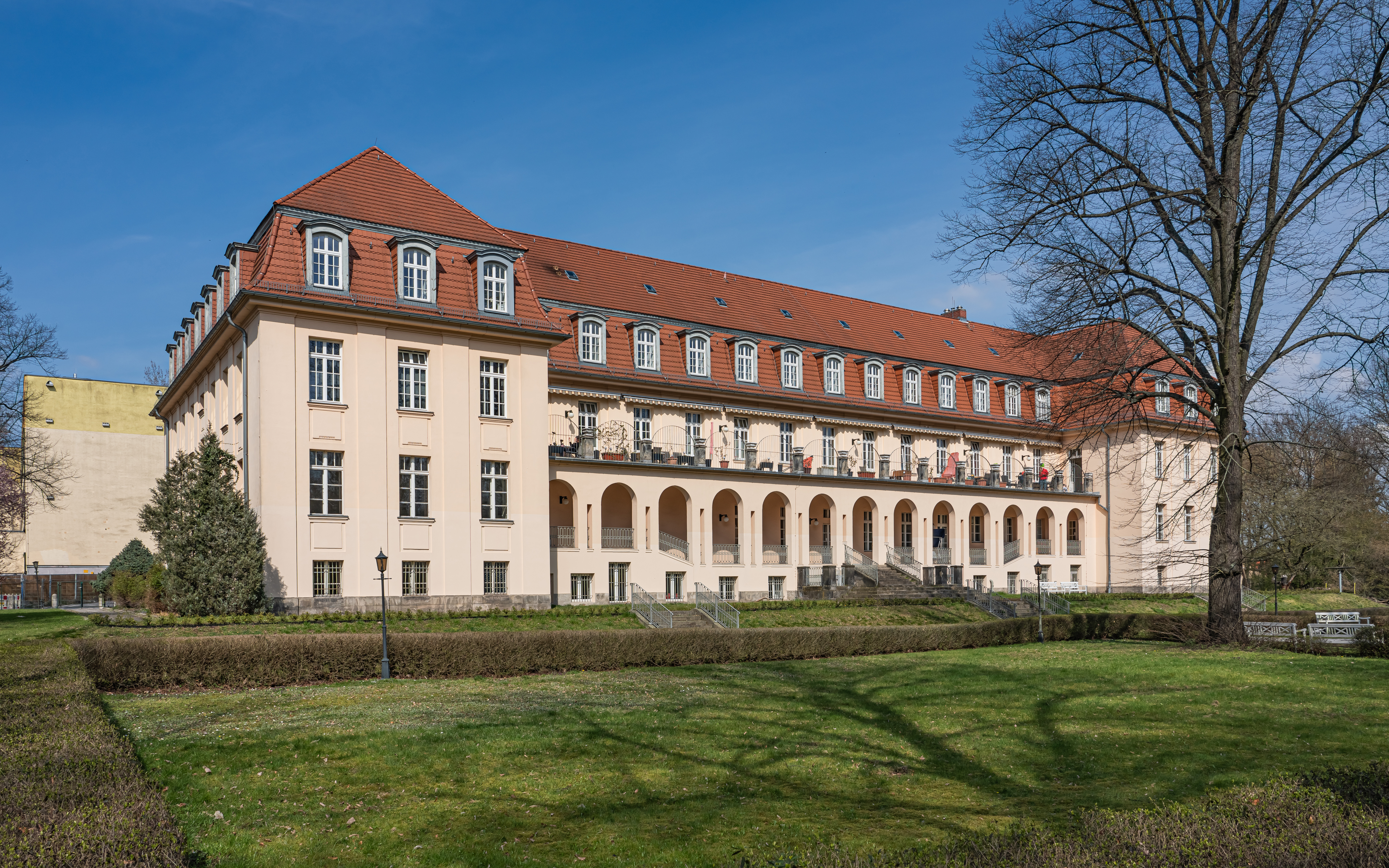
Реабилитационный центр «Януш Корчак». Фото 2023 г.

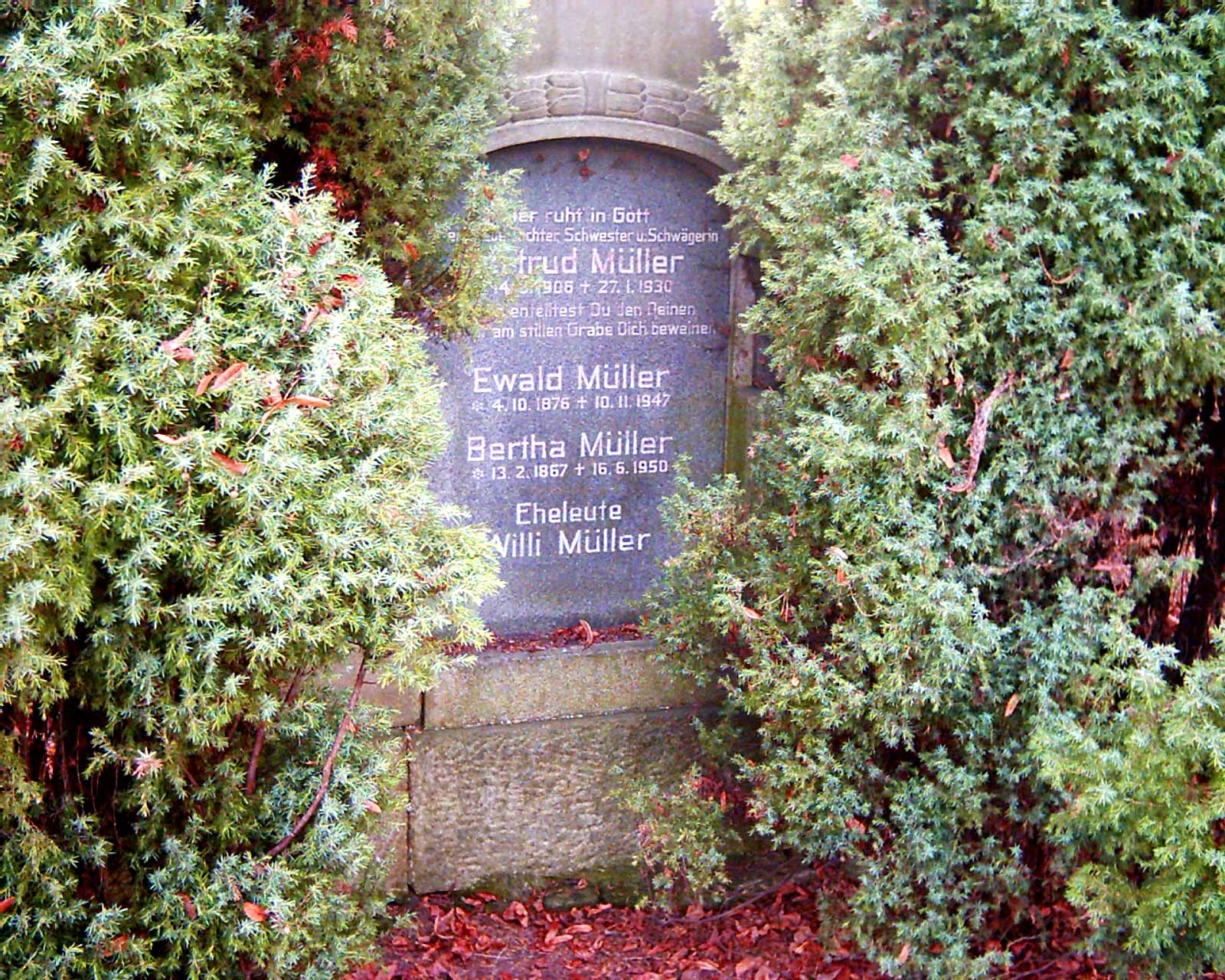
Надгробие на кладбище в Бланкенбурге. Фото 2007 г.

Бланкенбург расположен в ложбине ледникового стока (нем. Urstromtal) на возвышенности Барним (нем. Barnim) и частично захватывает территорию парка-заповедника Барним (нем. Naturpark Barnim).
Входящее в название слово burg (нем. Burg) имеет несколько значений: замок, крепость, оплот, защита, прибежище.
Альт-Бланкенбург — старейшая улица района — упоминается в документах 1375 года. Сохранившаяся на ней сельская церковь, построенная около 1240 года, и прилегающая к церкви площадь с вековыми деревьями издавна были общественным центром для жителей Бланкенбурга.
При расширении поселений с конца девятнадцатого века здесь использовали строительные материалы местного кирпичного завода.
На юго-востоке современного района был расположен кампус Берлинского института техники и экономики, который переехал в 2009 году в юго-восточный район Обершоневайде. Пустующие здания были снесены в 2016 году. На территории района возникает новые жилые и офисные здания.  В восточной части района находится одно из двух берлинских полей для гольфа.
Многие здания в Бланкенбурге находятся под охраной государства.
Построенное в 1908 году по проекту архитектора Людвига Хофмана (годы жизни 1852—1932) здание лечебно-социального назначения в настоящее время преобразовано в окружённый парком реабилитационный центр, названный в честь Януша Корчака.
По проектам архитекторов Эрнста Швартца (нем. Ernst Schwartz) и Карла Корнелиуса (нем. Carl Cornelius) в годы 1909—1913 было построено здание железнодорожного вокзала, ныне ставшее входом на станцию Берлин-Бланкенбург (нем. S-Bahn Berlin-Blankenburg) берлинской городской электрички.
На кладбище Бланкенбурга есть старинные семейные надробия, тоже охраняемые как памятники истории.

## Транспорт
В районе Бланкенбург проходят:
- две линии берлинской городской электрички — S2 и S8,
- а также автобусные маршруты — 150, 158.